# Królestwo Polskie (kongresowe)

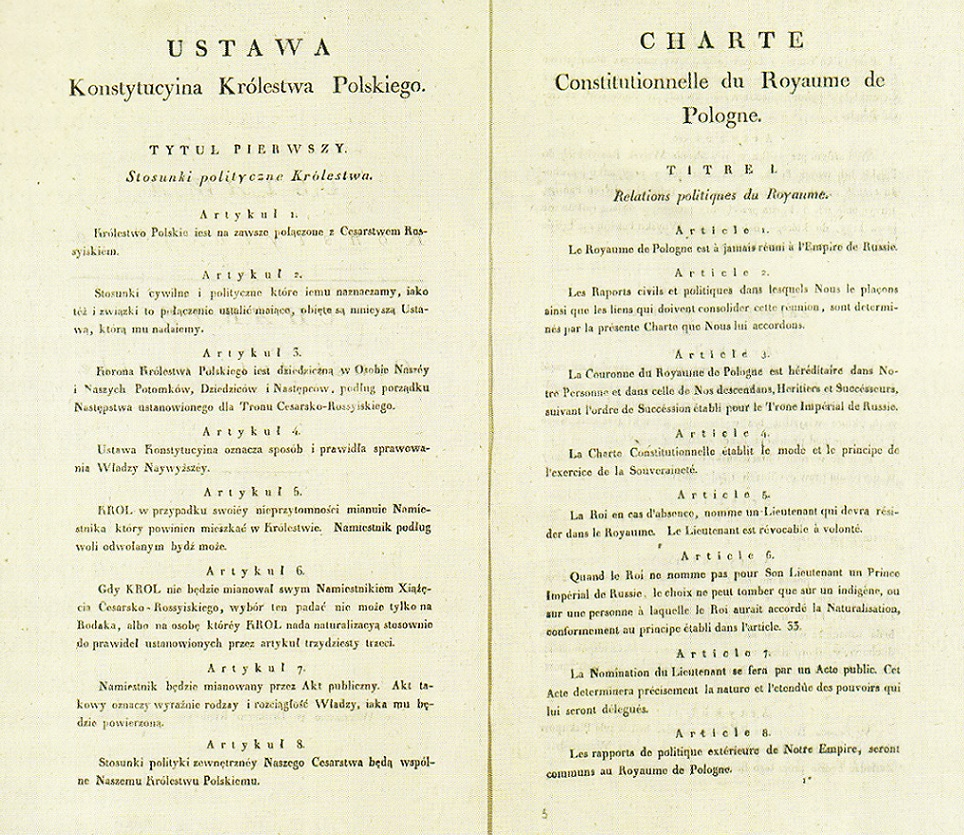
Konstytucja Królestwa Polskiego (1815)

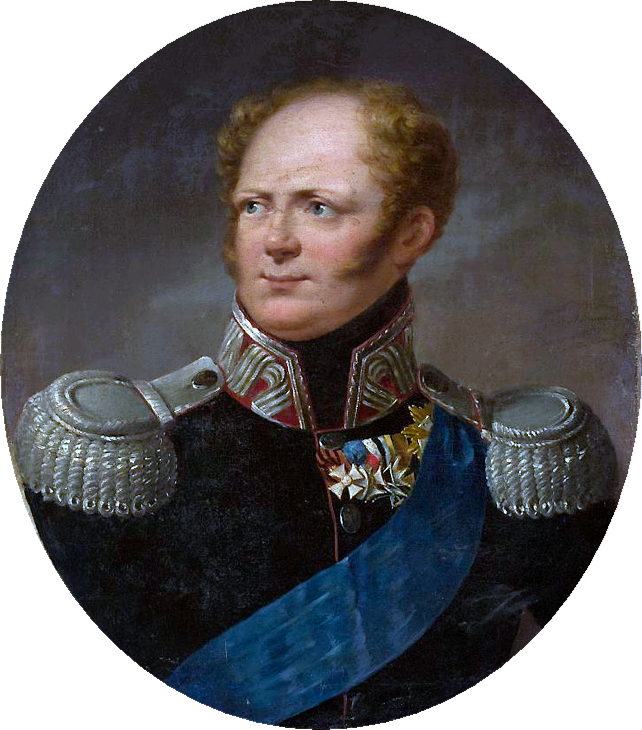
Król Polski Aleksander I Romanow, portret pędzla Aleksandra Molinariego, 1813

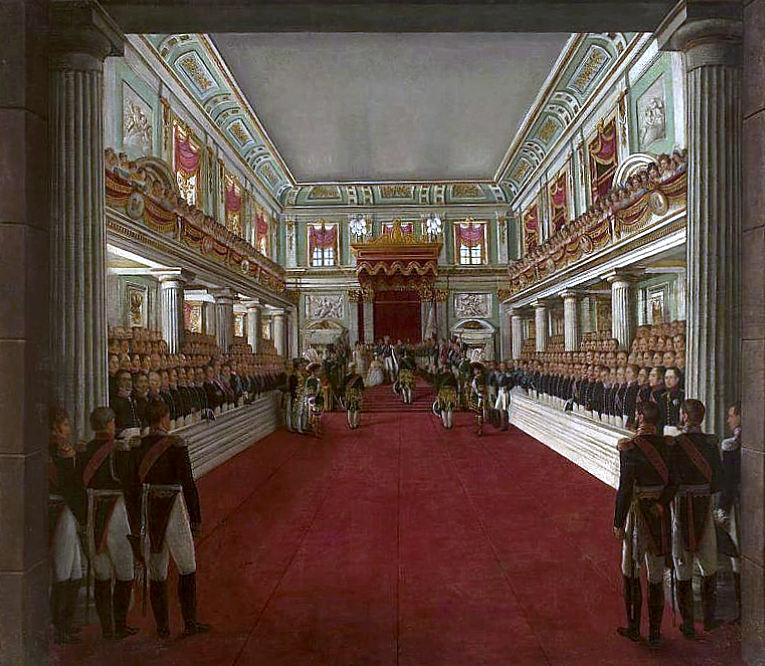
Koronacja cesarzowej i królowej Aleksandry przez Mikołaja I w Zamku Królewskim w Warszawie 24 maja 1829 roku, obraz przypisywany Antoniemu Brodowskiemu

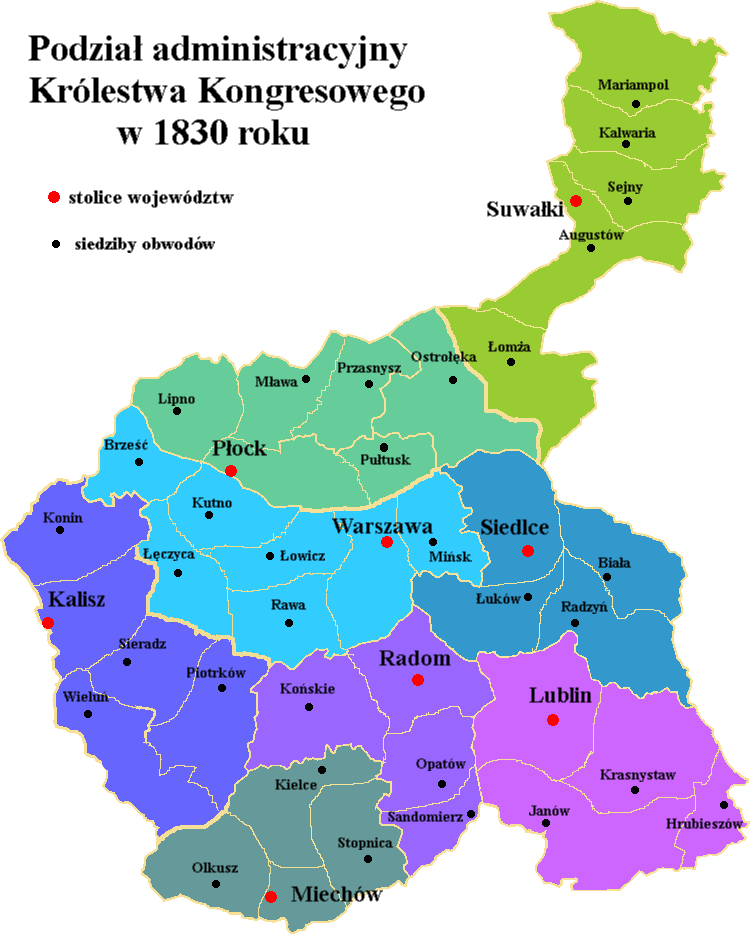
Podział administracyjny Królestwa Polskiego w 1830 (województwa, obwody)

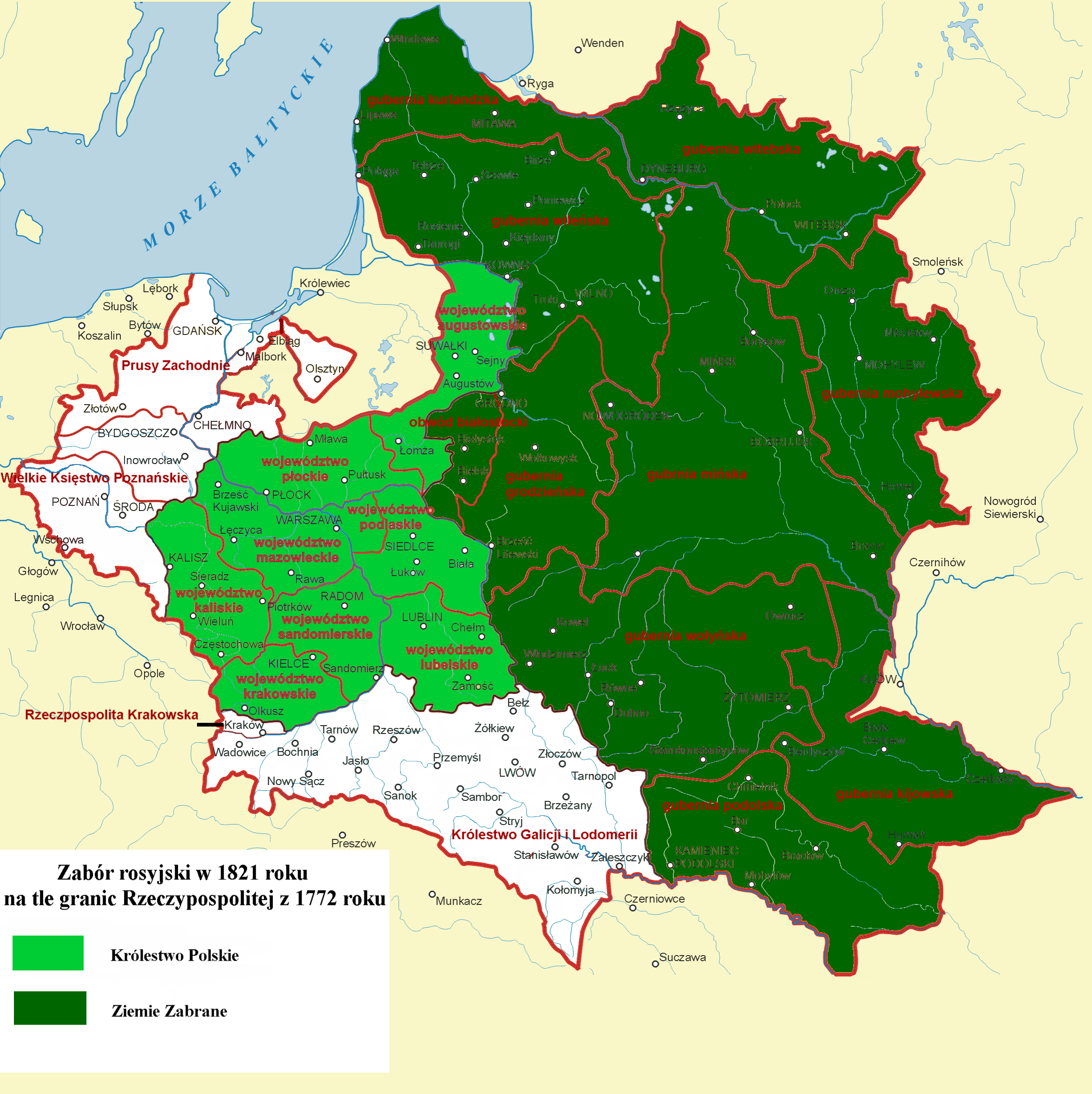
Ziemie zaboru rosyjskiego w 1821, Królestwo Polskie i ziemie zabrane na tle granic Rzeczypospolitej z 1772

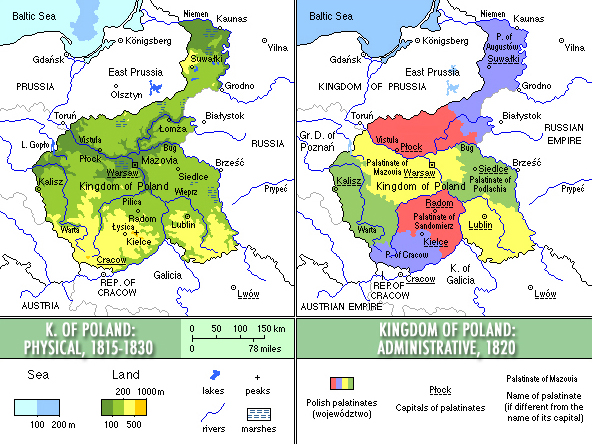
Mapa fizyczna i administracyjna Królestwa Polskiego, 1815–1830

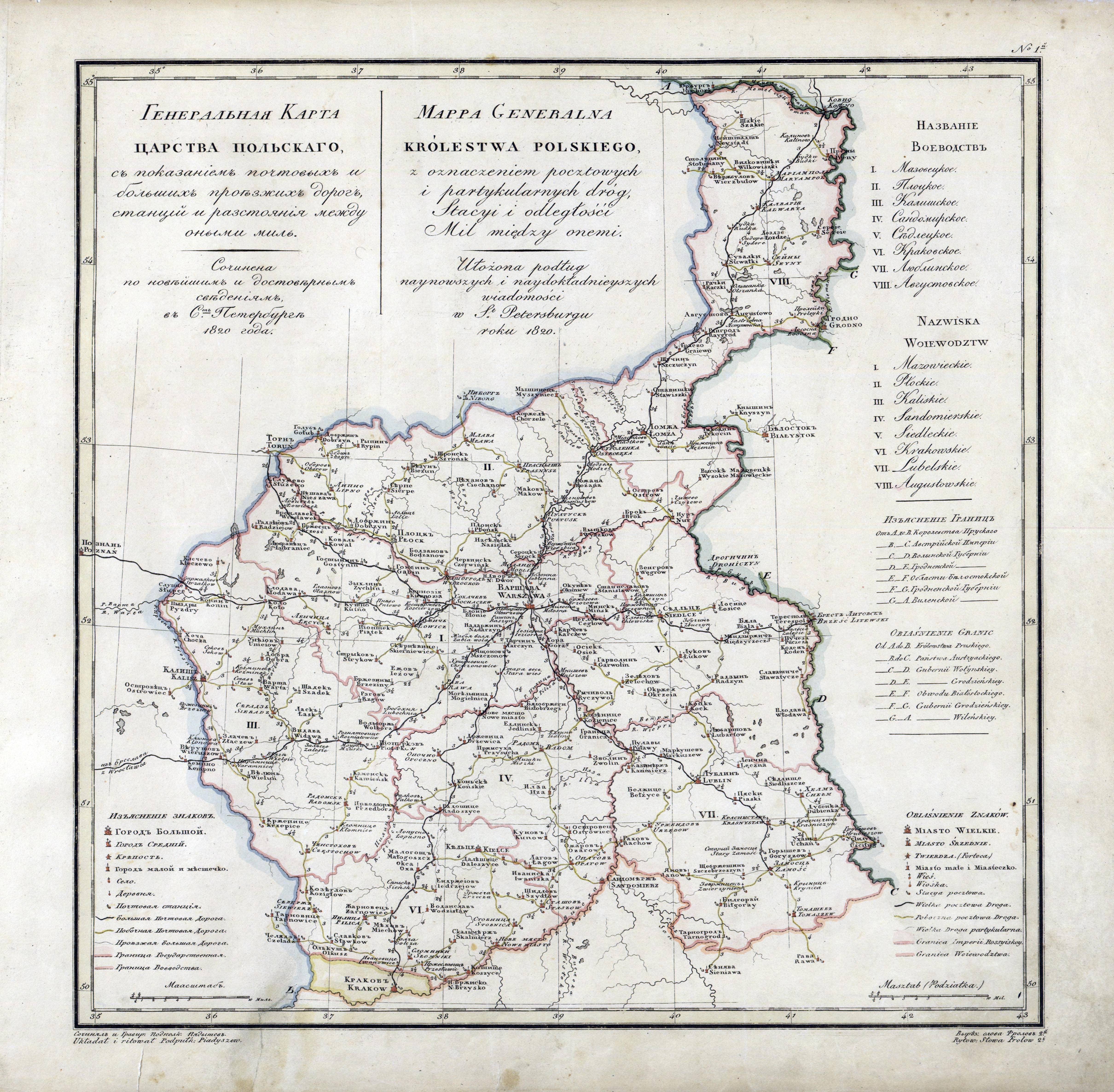
Mapa Generalna Królestwa Polskiego, 1821

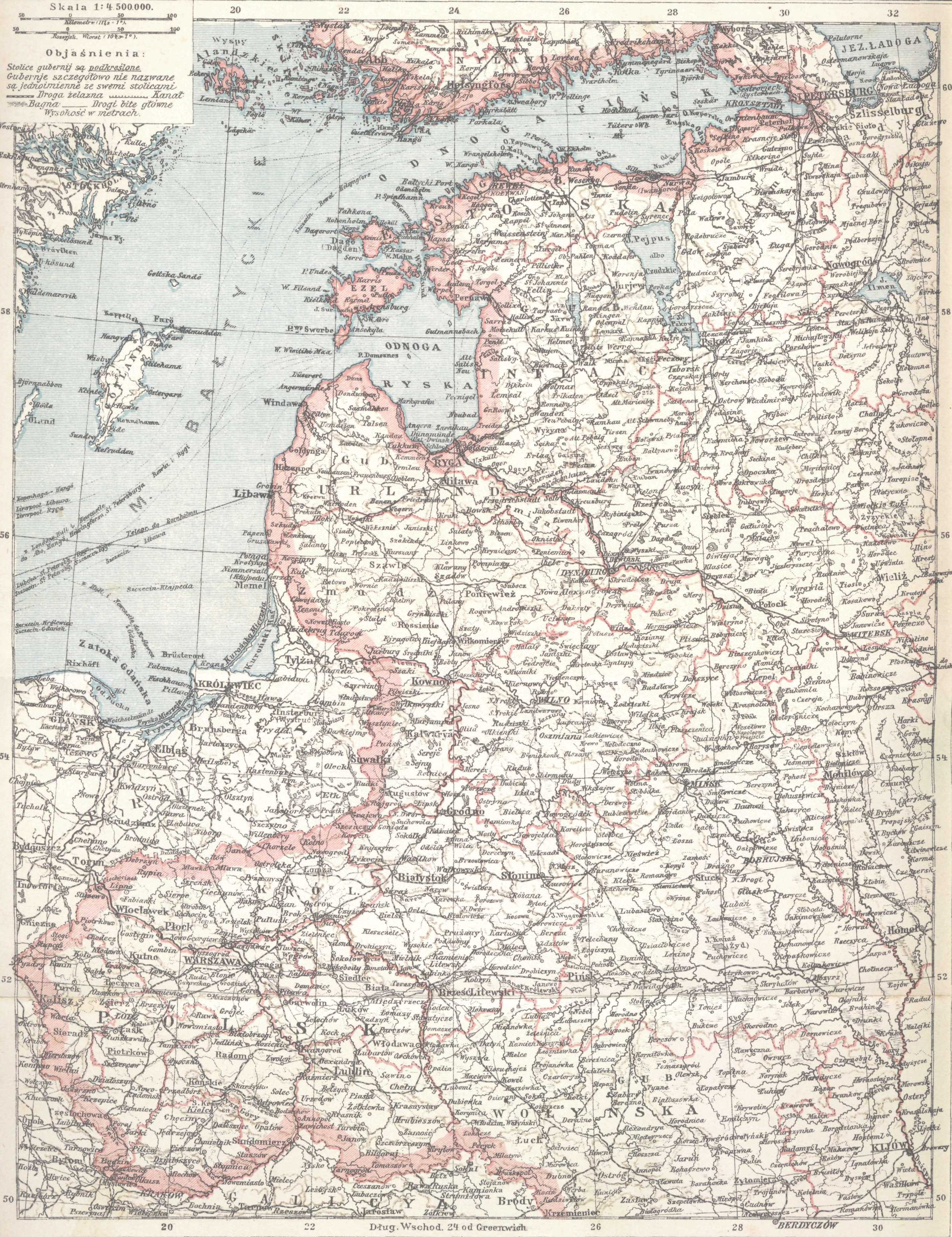
Królestwo Polskie i zachodnie gubernie Rosji (1902)

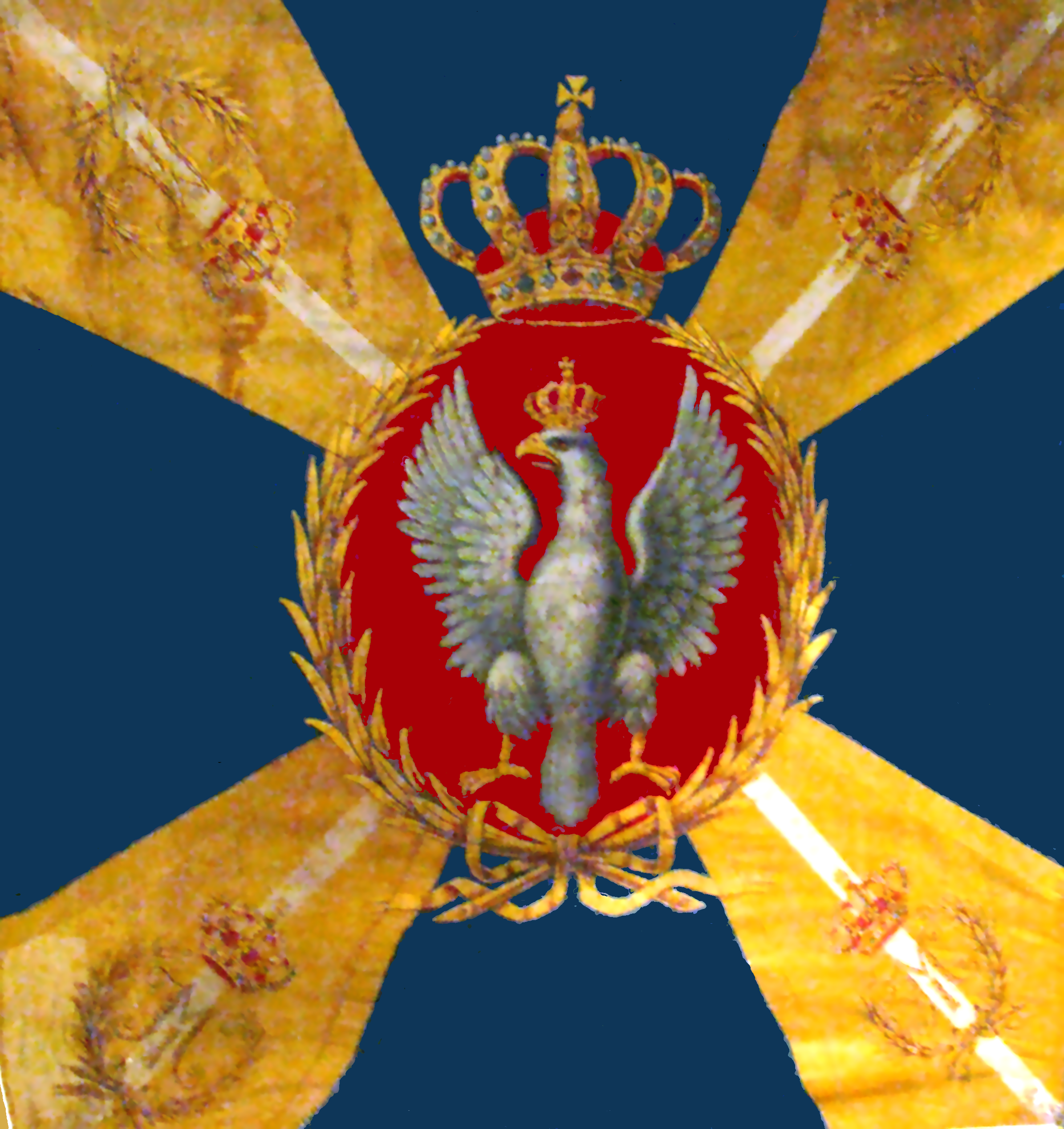
Sztandar wojsk polskich Królestwa Polskiego

Królestwo Polskie (ros. Царство Польское, Carstwo Polskoje), tzw. Królestwo Kongresowe, potocznie Kongresówka – państwo utworzone decyzją kongresu wiedeńskiego, połączone unią personalną z Imperium Rosyjskim w latach 1815–1832 w oparciu o Konstytucję Królestwa Polskiego (1815). Od 1832 do 1917 związek Królestwa Polskiego z Cesarstwem Rosyjskim regulował Statut Organiczny (1832), choć jego przepisy nie zostały dotrzymane, ze względu na obowiązujący od 1833 „stan wojenny”.
Utworzone formalnie na mocy traktatu rosyjsko-austriacko-pruskiego z 3 maja 1815, w którym mocarstwa dokonały podziału ziem Księstwa Warszawskiego. Artykuł V tego traktatu głosił, że ziemie Księstwa Warszawskiego pozostające pod kontrolą rosyjską zostają połączone z Rosją nieodzownie przez swoją konstytucję i oddane na wieczne czasy w ręce Najjaśniejszego Cesarza Wszechrosji. Traktat podziałowy wszedł później do aktu końcowego postanowień kongresu wiedeńskiego z 9 czerwca 1815.
To skłania historiografię współczesną do uznania jego postanowień za faktyczną cesję terytorium okupowanego Księstwa Warszawskiego, co polscy historycy Stefan Kieniewicz i Władysław Zajewski nazywają IV rozbiorem Polski, z czym nie zgadza się Mieczysław Żywczyński twierdząc, że termin „rozbiory” odnosił się do całego państwa polskiego w granicach z roku 1772, ponadto najczęściej termin IV rozbiór Polski jest odnoszony do utraty suwerenności w roku 1939 po skoordynowanej pomiędzy III Rzeszą i ZSRR agresji na Polskę.
W latach 1815–1832 królestwo posiadało własną konstytucję, herb, Sejm, wojsko, monetę i szkolnictwo z Królewskim Uniwersytetem Warszawskim na czele, a czynności urzędowe odbywały się w języku polskim. Polskę łączyły z Rosją osoba monarchy (każdy imperator Rosji był jednocześnie królem Polski i pod takim tytułem występował w Królestwie) oraz polityka zagraniczna, należąca do prerogatyw królewskich. Koroną królestwa była polska korona cesarska. W wyniku powstania listopadowego król Mikołaj I Romanow 26 lutego 1832 roku zniósł konstytucję Królestwa, zastępując ją Statutem Organicznym, który likwidował Sejm i samodzielną armię, włączał Królestwo do Imperium Rosyjskiego na zasadzie autonomii administracyjnej, a ponadto przywrócił urząd namiestnika sprawującego władzę cywilną i wojskową. Postanowienia Statutu Organicznego nie zostały dotrzymane. W 1833 postanowieniem ukazu cara Mikołaja I w Królestwie Polskim wprowadzono stan wojenny.
Później następowało stopniowe ograniczanie autonomii Królestwa Polskiego, zwłaszcza po stłumieniu powstania listopadowego w roku 1831 i powstania styczniowego w 1864 roku aż do formalnego zniesienia autonomii polityczno-administracyjnej tego terytorium w 1867 roku. Wciąż jednak zachowało się wiele odrębności prawno-ustrojowych (m.in. kodeks cywilny, ustrój wsi, status ludności żydowskiej, status jęz. polskiego), które odróżniały Królestwo Polskie od Cesarstwa Rosyjskiego.
Od 1832 roku Królestwo Polskie zostało silniej zintegrowane z Cesarstwem Rosyjskim (choć cesarze rosyjscy nosili tytuł króla Polski i reprezentowali ich namiestnicy). Posiadało stopniowo ograniczaną, a następnie zlikwidowaną autonomię; po jej likwidacji w roku 1874 zaczęto używać półoficjalnie na określenie ziem królestwa nazwę Kraj Nadwiślański (ros. Привислинский край), choć nazwa „Królestwo Polskie” nadal funkcjonowała. W roku 1912 oderwano gubernię chełmską.
W lecie 1915 jego terytorium znalazło się pod okupacją Niemiec i Austro-Węgier, ale do 1917 de iure stanowiło ono część Imperium Rosyjskiego. Po przejęciu władzy w Rosji przez Rząd Tymczasowy stało się teoretycznie częścią Republiki Rosyjskiej, a następnie 7 listopada 1917 Rosyjskiej Federacyjnej Socjalistycznej Republiki Radzieckiej. 3 marca 1918 zrzekła się ona swoich roszczeń do terytorium dawnego Królestwa na podstawie art. 3 traktatu brzeskiego.

## Organizacja państwa

### Konstytucja
27 listopada 1815 Królestwu została oktrojowana przez cesarza Rosji konstytucja, opracowana przez zespół z księciem Adamem Jerzym Czartoryskim na czele, która była kompilacją Konstytucji Księstwa Warszawskiego (1807) i Konstytucji 3 maja (1791). Utrzymywała uprzywilejowaną pozycję szlachty zarówno we władzach (sejm, urzędy, sądownictwo), jak i w gospodarce. Gwarantowała prywatną własność oraz wolność słowa i druku, wolność osobistą, wyznania i wiary. Na mocy konstytucji Królestwo Polskie miało zagwarantowane: własne terytorium, władze, system monetarny i oświatowy. Konstytucja uznawana jest za dość liberalną w tamtych czasach, jej zasady były jednak z czasem lekceważone przez Rosjan.
Warstwy arystokratyczne i większość społeczeństwa polskiego z entuzjazmem poparły powstanie Królestwa Kongresowego w 1815 roku i potraktowały ten moment jako przywrócenie niepodległości. Jednak wobec łamania zasad konstytucji przez cesarzy Rosji narastało niezadowolenie, które doprowadziło do wybuchu powstania listopadowego. Powstanie formalnie miało na celu obronę Konstytucji Królestwa Polskiego. 25 stycznia 1831 roku Sejm Królestwa Polskiego dokonał detronizacji Mikołaja I jako króla Polski.
Po klęsce powstania car Mikołaj I zawiesił postanowienia Konstytucji i wprowadził Statut Organiczny dla Królestwa Polskiego. Po upadku powstania tytuł prawny Imperium Rosyjskiego do Królestwa Polskiego był wyprowadzany przez carat z prawa podboju, nie zaś z postanowień kongresu wiedeńskiego wprowadzających formę unii personalnej Królestwa Polskiego z Imperium Rosyjskim z zastrzeżeniem rządów konstytucyjnych.

### Ustrój
Królestwo Polskie miało być monarchią konstytucyjną.
Był to początek wiecznej unii personalnej Królestwa Polskiego z Cesarstwem Rosyjskim (na wzór wcześniejszych unii: polsko-litewskiej i polsko-saskiej) – każdy kolejny cesarz rosyjski miał być królem polskim na mocy wiążącej go konstytucji. Do rozległych prerogatyw króla należały: polityka zagraniczna, wyłączna inicjatywa ustawodawcza, zwierzchnictwo nad siłami zbrojnymi, mianowanie wyższych urzędników, prawo weta wobec uchwał Sejmu itp. W jego imieniu działał obecny stale w królestwie namiestnik; pierwszym namiestnikiem został w 1815 gen. Wasilij Łanskoj, w tym samym roku król mianował na namiestnika gen. Józefa Zajączka; po jego śmierci w 1826 król nie mianował kolejnego namiestnika, a kompetencje namiestnika przekazał Radzie Administracyjnej. Jednak po stłumieniu powstania listopadowego (1830–1831) car (zdetronizowany król) Mikołaj I Romanow mianował nowego namiestnika, którym został gen. Iwan Paskiewicz.

## Terytorium i ludność

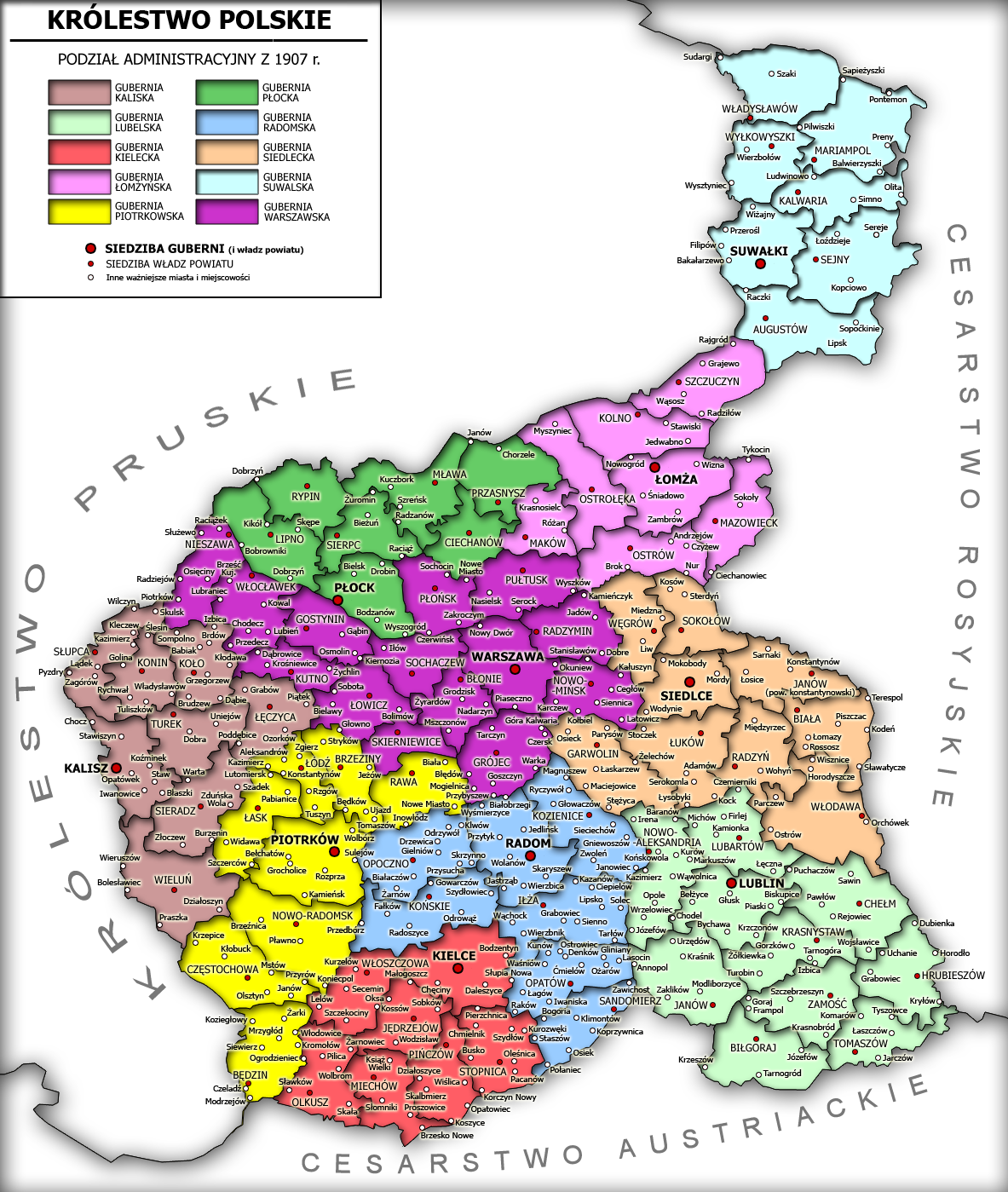
Podział administracyjny Królestwa Polskiego w 1907

Królestwo Polskie zostało utworzone na terytorium Księstwa Warszawskiego, od którego oderwano zachodnią część Wielkopolski (Poznańskie) i Bydgoszcz, z których utworzono Wielkie Księstwo Poznańskie, włączone do Królestwa Prus, oraz bez ziemi chełmińskiej z Toruniem, Chełmnem i Brodnicą, włączonej bezpośrednio do rejencji kwidzyńskiej w Prusach Zachodnich. Ponadto z lewobrzeżnych okolic Krakowa utworzono Wolne Miasto Kraków, nad którym kontrolę sprawować mieli wszyscy trzej zaborcy, zaś Cesarstwo Austrii zagarnęło prawobrzeżny okręg Wieliczki i Podgórza. Książę warszawski Fryderyk August I, dotychczasowy monarcha Księstwa Warszawskiego, został zmuszony do zrzeczenia się wszelkich praw do Królestwa Polskiego i zwolnienia wojska ze złożonej przysięgi.
Królestwo Polskie objęło terytorium 128,5 tys. km² z 3,2 mln ludności (1815), na którym w 1816 utworzono osiem województw.
Według rosyjskiego spisu powszechnego z 1897 roku ludność obecnych ziem polskich należących do Cesarstwa Rosyjskiego, tj. ziemie Królestwa Polskiego z okręgiem białostockim, ale bez części guberni suwalskiej (pierwsza statystyka), oraz ludność ówczesnego Królestwa Polskiego (ostatnie dwie kolumny) przedstawiała się następująco:
|             | Ziemie Cesarstwa Rosyjskiego, obecnie wchodzące w skład Polski | Ziemie Cesarstwa Rosyjskiego, obecnie wchodzące w skład Polski | Terytorium Królestwa Polskiego | Terytorium Królestwa Polskiego |
| narodowość  | liczebność                                                     | udział procentowy w populacji                                  | liczebność                     | udział procentowy w populacji  |
| ----------- | -------------------------------------------------------------- | -------------------------------------------------------------- | ------------------------------ | ------------------------------ |
| Polacy      | 6 962 100                                                      | 75,2%                                                          | 6 755 503                      | 72,0%                          |
| Żydzi       | 1 310 300                                                      | 14,2%                                                          | 1 267 194                      | 13,5%                          |
| Niemcy      | 392 100                                                        | 4,2%                                                           | 407 274                        | 4,3%                           |
| Ukraińcy    | 360 300                                                        | 3,9%                                                           | 335 337                        | 3,5%                           |
| Rosjanie    | 112 200                                                        | 1,2%                                                           | 267 160                        | 2,8%                           |
| Białorusini | 45 200                                                         | 0,5%                                                           | 29 347                         | 0,3%                           |
| Litwini     | 9300                                                           | 0,1%                                                           | 305 567                        | 3,2%                           |
| Inni        | 61 800                                                         | 0,7%                                                           | 34 871                         | 0,4%                           |
| Razem       | 9 253 300                                                      | 100,0%                                                         | 9 402 253                      | 100,0%                         |

Wzrost zaludnienia Królestwa Polskiego (liczby podano w tysiącach)

### Miasta
Największe miasta Królestwa Polskiego w 1897 według danych ze spisu powszechnego:
|     | miasto      | populacja | gubernia    |
| --- | ----------- | --------- | ----------- |
| 1.  | Warszawa    | 683 692   | warszawska  |
| 2.  | Łódź        | 314 020   | piotrkowska |
| 3.  | Lublin      | 50 385    | lubelska    |
| 4.  | Częstochowa | 45 045    | piotrkowska |
| 5.  | Piotrków    | 31 182    | piotrkowska |
| 6.  | Radom       | 29 896    | radomska    |
| 7.  | Płock       | 26 966    | płocka      |
| 8.  | Pabianice   | 26 765    | piotrkowska |
| 9.  | Siedlce     | 26 234    | siedlecka   |
| 10. | Łomża       | 26 093    | łomżyńska   |
| 11. | Kalisz      | 24 418    | kaliska     |
| 12. | Będzin      | 23 757    | piotrkowska |
| 13. | Kielce      | 23 178    | kielecka    |
| 14. | Włocławek   | 22 907    | warszawska  |
| 15. | Suwałki     | 22 648    | suwalska    |

### Podział administracyjny Królestwa Polskiego na przestrzeni lat
| 1815–1816    | 1816–1837     | 1837–1845                    | 1845–1866   | 1867–1915   |
| Departamenty | Województwa   | Gubernie                     | Gubernie    | Gubernie    |
| ------------ | ------------- | ---------------------------- | ----------- | ----------- |
| warszawski   | mazowieckie   | mazowiecka                   | warszawska  | warszawska  |
| kaliski      | kaliskie      | kaliska                      | warszawska  | kaliska     |
| krakowski    | krakowskie    | krakowska (od 1841 kielecka) | radomska    | piotrkowska |
| radomski     | sandomierskie | sandomierskie                | radomska    | kielecka    |
| radomski     | sandomierskie | sandomierskie                | radomska    | radomska    |
| łomżyński    | augustowskie  | augustowska                  | augustowska | suwalska    |
| łomżyński    | augustowskie  | augustowska                  | augustowska | łomżyńska   |
| płocki       | płockie       | płocka                       | płocka      | płocka      |
| lubelski     | lubelskie     | lubelska                     | lubelska    | lubelska    |
| lubelski     | lubelskie     | lubelska                     | lubelska    | siedlecka   |
| siedlecki    | podlaskie     | podlaska                     | lubelska    |             |

### Wyznania religijne
Katolicy stanowili w 1827 roku 84% ludności Królestwa Polskiego, wyznawcy obrządku greckiego 1,9%, protestanci 4,4%, Żydzi 9,1%.
W 1871 roku obszar Królestwa Polskiego zamieszkiwało 6 026 421 mieszkańców, z czego 4 596 956 (76,28%) stanowili katolicy rytu łacińskiego, a 327 845 (5,44%) – protestanci.
Ewangelicy-reformowani (kalwiniści) zamieszkujący Królestwo początkowo należeli do trzech różnych prowincji kościelnych sięgających I Rzeczypospolitej: parafie w Żychlinie i Woli Tłumakowej, podlegały Jednocie Wielkopolskiej; 5 parafii należało do Jednoty Małopolskiej, zaś parafia w Serejach do Jednoty Litewskiej. Osobno funkcjonowały parafie w Warszawie i Zelowie. W 1817 r. powołano konsystorz ewangelicko-reformowany w Warszawie, któremu podlegały wszystkie parafie poza małopolskimi i na czele którego stanął energiczny ks. Karol Bogumił Diehl. Szacuje się, ze liczba ewangelików-reformowanych sięgała wtedy ok. 2500 wiernych. W l. 1829-1849 weszli oni w skład Generalnego Konsystorza Wyznań Ewangelickich. Po jego likwidacji ukazem cara-króla Mikołaja I powołano Synod Ewangelicko-Reformowany zwany popularnie Jednotą Warszawską i obejmujący pięć parafii: w Warszawie, Serejach, Sielcu, Zelowie i Żychlinie i skupiający około 4500 wiernych. Z czasem utworzono kolejne parafie w Kucowie (1850), Lublinie i Starowicznej (1852), Żyrardowie (1874), Suwałkach (1877), Nowosolnej (1881) i Łodzi (1904). Według spisu z 1897 r. na terytorium Królestwa mieszkało 5503 ewangelików-reformowanych. Najliczniejszymi parafiami były parafie w Warszawie i Zelowie. Wśród władz kościoła dominowali Polacy i polski był językiem liturgicznym, choć nabożeństwa odprawiano po polsku, niemiecku i francusku. Według spisu z 1897 r. liczebnie przeważali Czesi (48%), Niemcy (27%) a Polacy mieli stanowić zaledwie 21% wiernych.

## Gospodarka

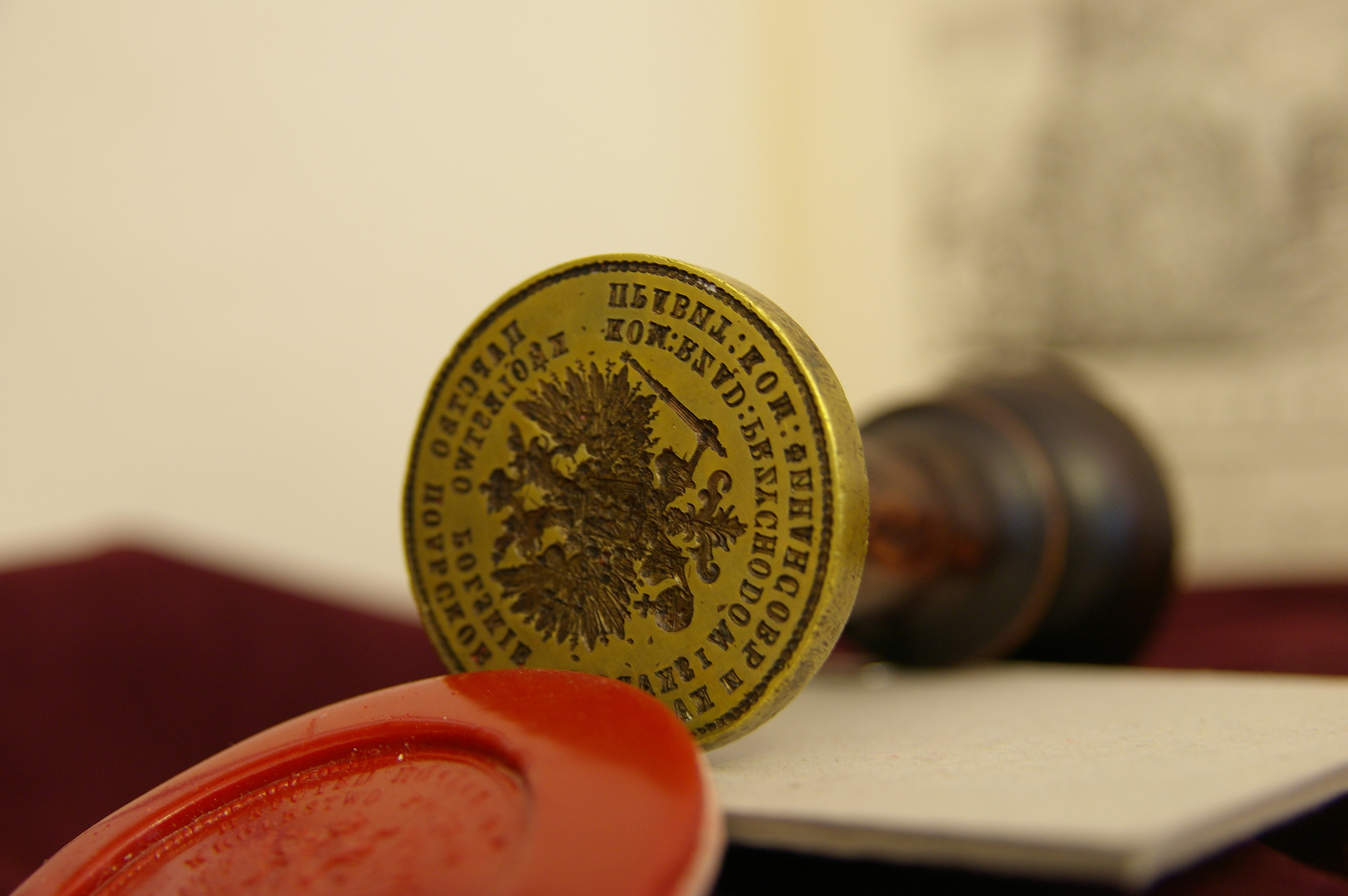
Pieczęć ministra skarbu Franciszka Ksawerego Druckiego-Lubeckiego

Królestwo Polskie istniało w początkowym kształcie przez 15 lat. W tym okresie miał miejsce znaczny rozwój gospodarczy, dotyczył zwłaszcza tworzących się przemysłów metalurgicznego, górniczego i włókienniczego. Przemysł metalurgiczny to głównie hutnictwo żelaza i cynku, które rozwijało się w rejonie Dąbrowy Górniczej i Starachowic. Wydobycie węgla, cynku i miedzi koncentrowało się w Zagłębiu Dąbrowskim. Przemysł włókienniczy obejmował manufaktury sukiennicze i bawełniane w Łodzi oraz setki warsztatów sukienniczych, zlokalizowanych w Kaliszu, Sieradzu i Warszawie (kalisko-mazowiecki okręg przemysłowy). Rozwój tej dziedziny produkcji był możliwy głównie dzięki eksportowi na rynki rosyjskie, czemu sprzyjały niskie, preferencyjne cła na granicy z Rosją. Eksport zagraniczny zwiększył się w Królestwie trzykrotnie, a niektóre polskie wyroby zdobyły uznanie na rynkach światowych. Ojcem owej industrializacji Królestwa Polskiego był minister skarbu Rady Administracyjnej, książę Franciszek Ksawery Drucki-Lubecki.
Rozwijały się miasta, głównie Warszawa, Kalisz, Lublin i Płock. Warszawę uporządkowano urbanistycznie, rozpoczęto wielką przebudowę Kalisza. Powstawały nowe miasta związane z rozwijającym się przemysłem w okolicach Łodzi. Znacznie rozwinęły się w Królestwie inwestycje komunikacyjne, obejmujące budowę sieci bitych dróg, uspławnienie rzek, rozpoczęto budowę Kanału Augustowskiego. Gorzej przedstawiał się rozwój produkcji rolniczej, głównie na skutek utrzymywania feudalnych struktur pańszczyźnianych na wsi. Rządząca szlachta nie zamierzała przeprowadzać uwłaszczenia chłopów, jakiego dokonano na zachodzie Europy z korzyścią dla koniunktury rolnej.

## Nauka i oświata
Znacznie rozbudowane zostało szkolnictwo elementarne i zawodowe, w 1816 utworzono Uniwersytet Warszawski, a w 1820 Instytut Politechniczny w Warszawie. W 1816 założono w Marymoncie Instytut Agronomiczny, pierwszą w Polsce i jedną z pierwszych w Europie wyższą szkołę rolniczą; organizatorem i pierwszym dyrektorem instytutu był Jerzy Beniamin Flatt. Rozkwitały (poza granicami Królestwa, ale we współpracy z jego ośrodkami naukowymi) Uniwersytet w Wilnie i Liceum Krzemienieckie, dzięki działalności Kuratora Okręgu Wileńskiego, którym był książę Adam Czartoryski.
Po stłumieniu powstania listopadowego zamknięto Uniwersytet Warszawski, zlikwidowano Towarzystwo Warszawskie Przyjaciół Nauk. W 1839 utworzono Okręg Naukowy Warszawski, bezpośrednio podporządkowany Ministerstwu Oświaty w Petersburgu. Ustawy oświatowe z 1833 i 1840 miały na celu obniżenie poziomu szkół w Królestwie Polskim i unifikację polskiego rządowego szkolnictwa średniego z systemem szkolnictwa w Imperium Rosyjskim.

## Kultura
W literaturze i sztuce nurty oświeceniowe i klasycystyczne wypierane były przez nowe idee romantyzmu, krzewiące bunt przeciwko cywilizacji feudalno-mieszczańskiej i sławiące kult ducha i wolność jednostki. W konkretnych realiach Królestwa Polskiego romantyzm sprzyjał i pobudzał do działań rewolucyjnych i niepodległościowych.

## Historia

### Lata początkowe
Na początku XIX wieku w Królestwie Polskim, a także na ziemiach zabranych, Galicji i w Poznańskiem, formowała się nowa, wyłoniona przez szlachtę, formacja społeczna: inteligencja. Stała się ona wnet elitą kulturalną społeczeństwa. W jej kręgach powstawały tajne związki młodzieżowe, zwłaszcza studenckie w miastach uniwersyteckich.
Elity były początkowo pozytywnie nastawione do króla, którym był cesarz rosyjski, w latach 1815–1825 Aleksander I, od 1829 roku Mikołaj I Romanow. Dopiero pod koniec panowania Aleksandra i za rządów Mikołaja dała się odczuć zmiana w stosunkach dworu z Polską. W wojsku głównodowodzącym był wielki książę Konstanty, brat Aleksandra I. Wprawdzie Konstanty spolonizował się w znacznym stopniu, zwłaszcza po zaślubieniu Polki Joanny Grudzińskiej, lecz znienawidzony był za ostrą pruską dyscyplinę, jaką zaprowadził w wojsku polskim. Przeciwko niemu zawiązało się w 1828 roku sprzysiężenie Wysockiego w Szkole Podchorążych Piechoty.
Główną przyczyną wybuchu powstania listopadowego było nieprzestrzeganie przez cesarzy rosyjskich postanowień konstytucji 1815 roku. Namiestnik carski, gen. Józef Zajączek, 15 czerwca 1819 roku zniósł wolność prasy i wprowadził cenzurę prewencyjną. 10 maja 1820 roku zawieszono wolność zgromadzeń i zakazano działalności masonerii. W roku 1822 skazano Waleriana Łukasińskiego, przywódcę Wolnomularstwa Narodowego. W 1823 roku Rosjanie rozbili sieć tajnych stowarzyszeń w prowincjach zabranych. Nikołaj Nowosilcow rozpoczął prześladowanie członków towarzystw filomatów i filaretów. 13 lutego 1825 roku cesarz, wprowadzając poprawkę do konstytucji, zlikwidował jawność obrad sejmowych.
Jednocześnie wzmogły się prześladowania polskich organizacji niepodległościowych. W roku 1827 nastąpiły aresztowania członków Towarzystwa Patriotycznego. Sąd sejmowy, wydając łagodne wyroki na podejrzanych i oczyszczając ich z zarzutu zdrady stanu, pośrednio potwierdził, że występowali oni w dobrej wierze przywrócenia przestrzegania zapisów konstytucji 1815 roku.
Innym powodem niezadowolenia części polskiej opinii publicznej było odwlekanie przez cara tzw. rozszerzenia wewnętrznego. Rosja zobowiązała się w akcie końcowym kongresu wiedeńskiego do powiększenia Królestwa Polskiego o bliżej nieokreślone terytorium, „jakie [car] uzna za stosowne”. Duża część polskich elit politycznych oczekiwała, że car wypełni to zobowiązanie, przyłączając do Królestwa część lub całość obszaru prowincji zabranych, a więc ziem utraconych na rzecz Rosji między 1772 a 1807 rokiem.
W lipcu i sierpniu 1830 roku wybuchły zwycięskie rewolucje we Francji i w Belgii, które doprowadziły do podważenia systemu Świętego Przymierza.
24 listopada Kongres Narodowy w Brukseli zdetronizował króla Niderlandów i ogłosił faktyczną niepodległość Belgii. 29 listopada wybuchło powstanie w Warszawie.

### Powstanie listopadowe
Sejm w czasie powstania listopadowego zdetronizował Mikołaja I 25 stycznia 1831, choć oktrojowana przez Aleksandra I konstytucja z 1815 uznawała unię Królestwa z Rosją za wieczystą i nierozerwalną. W lutym 1831 wojska rosyjskie dowodzone przez feldmarszałka Iwana Dybicza wkroczyły na terytorium Królestwa. Wojska polskie stoczyły kilka udanych bitew, jednak wobec niemożliwości rozbicia rosyjskich sił głównych zepchnięte zostały do głębokiej defensywy. Powstanie zaczęło wygasać po zdobyciu Warszawy 8 września 1831 przez feldmarszałka Iwana Paskiewicza. 21 października skapitulowała twierdza w Zamościu, ostatni punkt oporu powstańców. Po upadku powstania listopadowego Romanowowie zachowali tytuł króla Polski. Na podstawie porozumienia zawartego w 1833 w Münchengrätzu trzej zaborcy gwarantowali wzajemnie nienaruszalność swego stanu posiadania na terytorium polskim, współdziałanie w tropieniu konspiracji niepodległościowych i wydawanie zbiegów.

### Ograniczenie autonomii
Po powstaniu listopadowym autonomia Królestwa Polskiego została znacznie ograniczona. W 1832 wprowadzony został tzw. Statut Organiczny dla Królestwa Polskiego, który na czas stanu wojennego miał zastępować zawieszoną konstytucję. Unia konstytucyjna łącząca Królestwo z Cesarstwem została przemianowana na unię realną. Zniesiono Sejm, Wojsko Polskie i odrębną koronację w Warszawie. Królestwo Polskie włączono do Imperium Rosyjskiego.
Namiestnikiem Królestwa został Iwan Paskiewicz, otrzymał on także tytuł księcia Warszawy. Skazano zaocznie na śmierć uczestników powstania, którzy wyemigrowali. Masowo przeprowadzano także konfiskaty majątków, wcielano do wojska na 25 lat, zarządzano przesiedlenia. Mnożyły się kolejne wyroki zesłania i katorgi. Okres ten nosi nazwę „nocy paskiewiczowskiej”.
Ziemie Królestwa okupowane były przez stutysięczną armię rosyjską, w 1833 roku wprowadzono na wiele lat stan wojenny, który zniesiono dopiero w 1856 roku, po klęsce Rosji pod Sewastopolem w czasie wojny krymskiej. Ponadto Kongresówka musiała uiścić kontrybucję w wysokości 22 milionów rubli (budżet Królestwa nie przekraczał 10 mln). W 1834 roku wprowadzono granicę celną pomiędzy Królestwem a cesarstwem rosyjskim. Ponieważ głównym rynkiem zbytu polskich towarów była Rosja, spowodowało to zachwianie gospodarki Królestwa Kongresowego i wycofanie znacznych kapitałów i przeniesienie nierentownej w tych warunkach produkcji do Rosji. W 1837 roku zniesiono podział Królestwa Polskiego na województwa, wprowadzając w ich miejsce gubernie, wprowadzono rosyjski kodeks karny oraz zlikwidowano polskie szkolnictwo wyższe. Wzmożono rusyfikację.

### Odwilż posewastopolska
Nowy car Rosji Aleksander II po klęsce Rosji w wojnie krymskiej, w ramach tzw. odwilży posewastopolskiej w Rosji, również w Królestwie Polskim wprowadził pewne zmiany: zniósł stan wojenny obowiązujący od upadku powstania listopadowego, ogłosił amnestię, złagodził cenzurę, otworzył polskie szkoły, m.in. Akademię Sztuk Pięknych i Akademię Medyko-Chirurgiczną. Polacy znów mogli sprawować urzędy. Założono Towarzystwo Rolnicze, które skupiło większość ziemiaństwa z Królestwa. Na jego czele stanął hrabia Andrzej Artur Zamoyski. Podczas spotkań oficjalnie omawiano problemy ekonomiczne, a nieoficjalnie Towarzystwo pełniło rolę nielegalnego parlamentu. Polacy mieszkający na Śląsku, głównie w okolicach Prudnika, z powodu praktyk germanizacyjnych zaczęli posyłać swoje dzieci do szkół na terenie Królestwa Polskiego, aby w spokoju mogły uczyć się języka polskiego.
Polacy wiązali z tym wielkie nadzieje na odzyskanie pełnej autonomii, takiej, jak w latach 1815–1830; jednakże car, nie chcąc składać tak daleko idących obietnic, podczas wizyty w Warszawie w 1856 powiedział do witających go: żadnych marzeń, panowie, żadnych marzeń.
Pomimo tego udało się uzyskać pewne zwiększenie zakresu autonomii: Aleksander Wielopolski, dyrektor Komisji Wyznań i Oświecenia Publicznego w rządzie Królestwa Polskiego, ukrócił samowolę urzędników carskich, zastępując ich Polakami, w 1862 utworzył w Warszawie na bazie Akademii Medyko-Chirurgicznej Szkołę Główną oraz przywrócił Radę Stanu, zaś w czerwcu 1862 został naczelnikiem nowo powołanego Rządu Cywilnego Królestwa Polskiego.
W lutym i kwietniu 1861 miały miejsce w Warszawie krwawe zamieszki, po których w październiku 1861 władze rosyjskie wprowadziły stan wojenny na obszarze całego kraju. Został on zniesiony w grudniu 1862.

### Zniesienie autonomii
Po powstaniu styczniowym zniesiono Radę Stanu i Radę Administracyjną, zastępując Komitetem Urządzającym dla Królestwa Polskiego, działającym od 1864 do 1871. W 1868 namiestnik podporządkowany został, zamiast jak dotąd samemu cesarzowi, odpowiednim ministerstwom w Petersburgu, co oznaczało obniżenie znaczenia jego urzędu, zwanego odtąd głównym naczelnikiem. W 1874 roku, po śmierci Fiodora Berga, stanowisko namiestnika nie zostało ponownie obsadzone, a większość jego kompetencji przeniesiono do nowego urzędu generał-gubernatora warszawskiego. Z czasem samo Królestwo zaczęto też określać mianem Kraju Nadwiślańskiego (ros. Привислинский край, Priwislinskij kraj). W 1866 roku 10 guberni Królestwa Polskiego włączono bezpośrednio do cesarstwa rosyjskiego, w 1867 zakazano używania języka polskiego w administracji i szkolnictwie. Miastom, które czynnie poparły powstanie, odebrano w ramach represji prawa miejskie, powodując ich upadek.
Po wprowadzeniu samorządów chłopskich, w wyniku przeprowadzonej przez Narodową Demokrację od stycznia do marca 1905 roku akcji składania wniosków o wprowadzenie języka polskiego do gmin, władze rosyjskie zmuszone zostały w czerwcu 1905 roku do dopuszczenia języka polskiego jako urzędowego na szczeblu gminnym. W okresie tym powstawały również liczne polskie organizacje społeczne, jak np. gniazda Polskiego Towarzystwa Gimnastycznego „Sokół”. Po krwawym stłumieniu manifestacji w czasie rewolucji 1905 roku generał-gubernator warszawski Gieorgij Skałon wprowadził 10 listopada 1905 stan wojenny.
W roku 1912 okrojono Kongresówkę, przyłączając bezpośrednio do Rosji nowo utworzoną gubernię chełmską. Pomimo urządzenia administracji na wzór obowiązujący w pozostałej części imperium (w 1915 roku jedyną pozostałością odrębności Królestwa był urząd Prokuratorii Generalnej), Królestwo Polskie nigdy nie zostało przez Rosjan zniesione (nie miało to jednak większego znaczenia).

### I wojna światowa

#### Ewakuacja

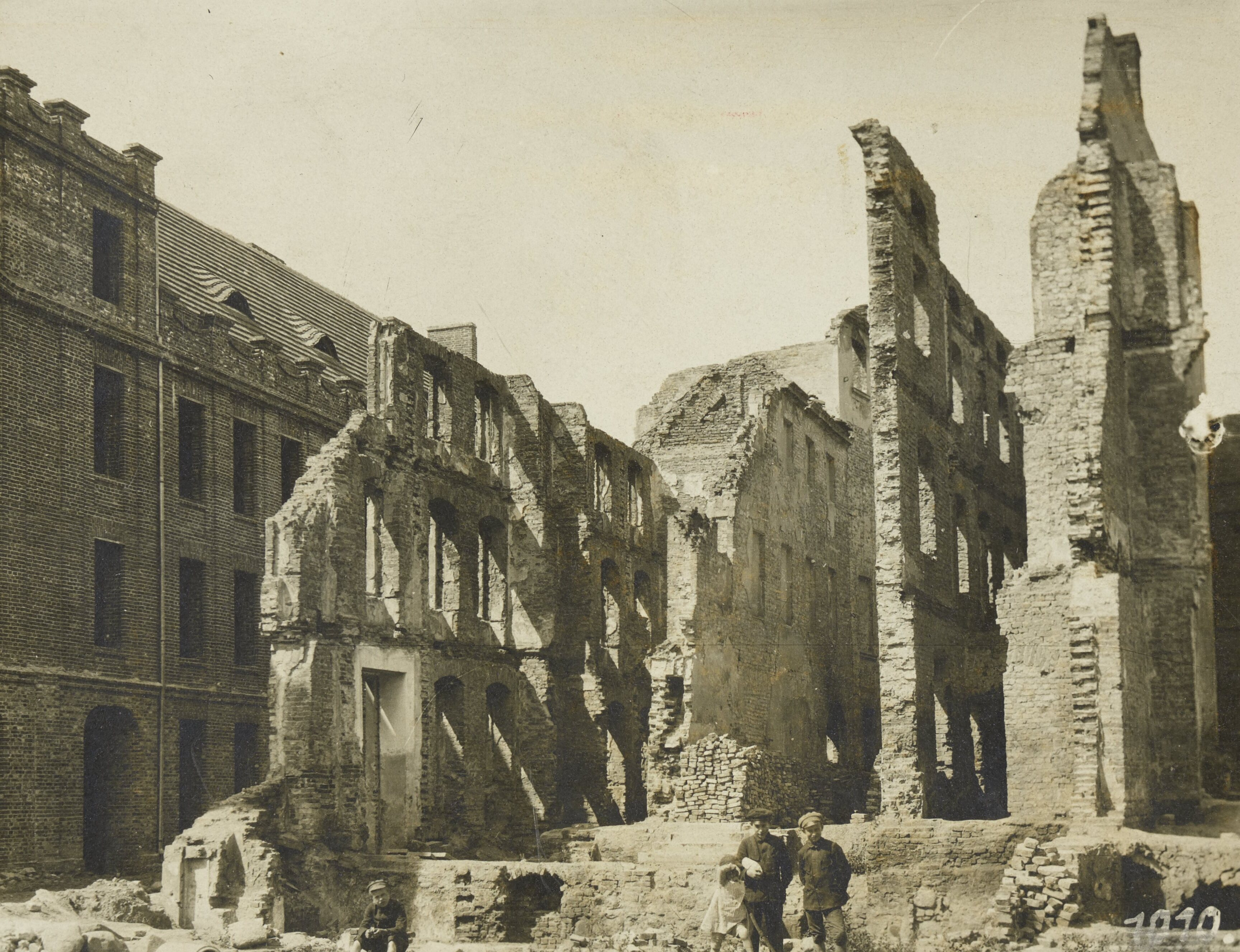
Zburzenie Kalisza (1914)

Podczas I wojny światowej (1914–1918), w wyniku ofensywy wojsk państw centralnych, przeprowadzonej od maja do sierpnia 1915, całe terytorium Królestwa Polskiego znalazło się pod okupacją Niemiec i Austro-Węgier. Ewakuowane zostały administracja, przemysł, instytucje finansowe wraz z ich zasobami oraz szkoły wyższe. Duża część tych instytucji przez dłuższy czas przemieszczała się ze swoimi archiwami po różnych częściach Rosji, kontynuując swoje formalno-prawne, ale de facto tylko symboliczne działanie. Najpóźniej na początku 1918 większość z nich została rozwiązana dekretami bolszewickimi. W 1915 nastąpiła też wymuszona ewakuacja ludności. W celu utrzymania porządku na terytorium Królestwa, komitety obywatelskie zorganizowały straże i sądy obywatelskie. Natomiast w Rosji, w celu udzielania pomocy wygnańcom oraz reprezentowania interesów Polaków, utworzony został Centralny Komitet Obywatelski Królestwa Polskiego.

#### Okupacja

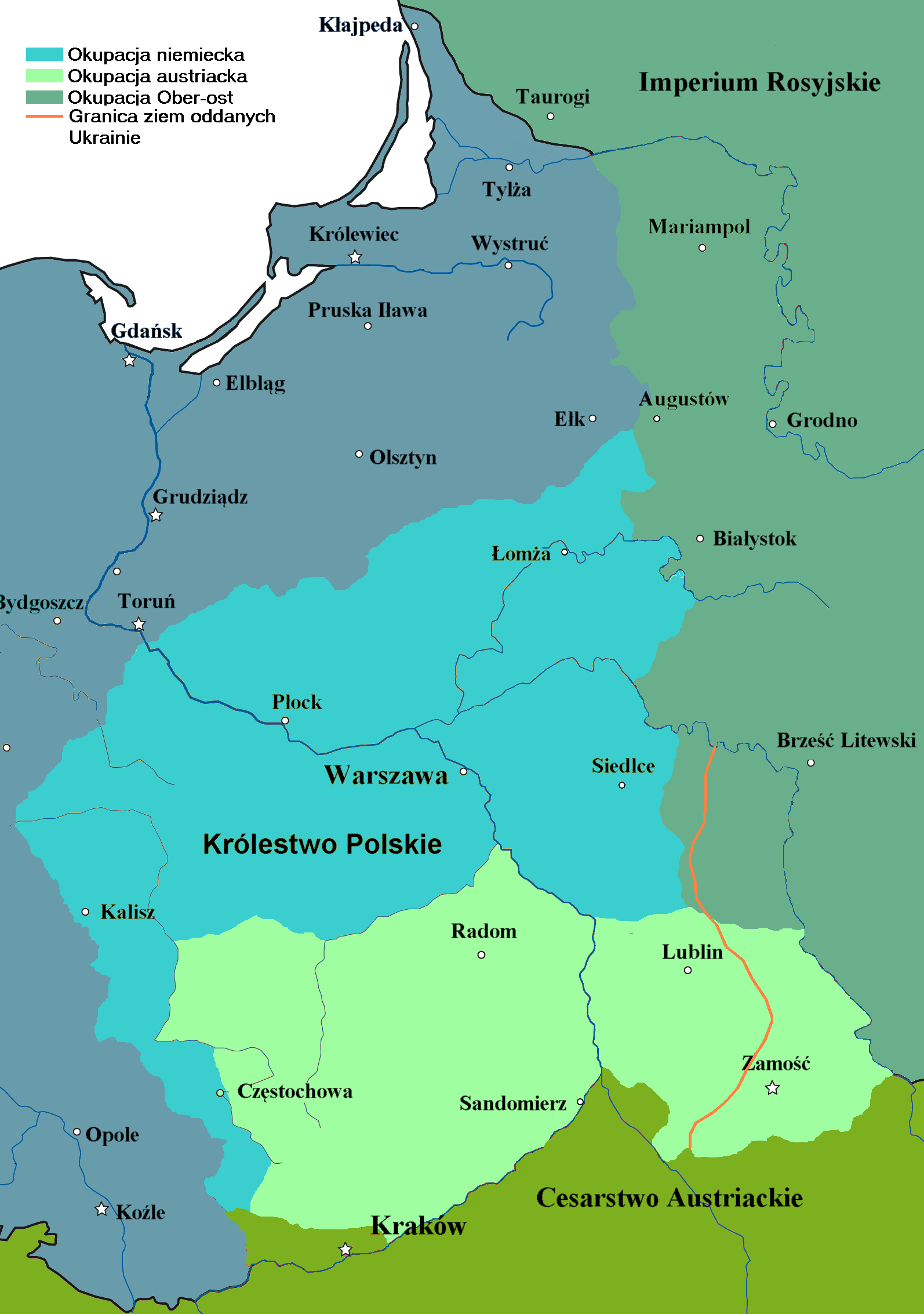
Granice okupacji niemieckiej i austriackiej oraz Ober-Ostu

Na większości terytorium Królestwa Polskiego ustanowione zostały jako władze okupacyjne: niemieckie Generalne Gubernatorstwo Warszawskie oraz austro-węgierskie Generalne Gubernatorstwo Lubelskie. Administracja terenów guberni suwalskiej należała do Ober-Ostu, zaś powiaty nadbużańskie wchodziły w skład obszaru operacyjnego armii. Władze okupacyjne ustanowiły własne sądy, likwidując zorganizowane po ewakuacji władz rosyjskich sądy obywatelskie. 12 września 1915 roku generalny gubernator warszawski rozwiązał Centralny Komitet Obywatelski. W celu ułatwienia sobie okupacji władze okupacyjne ustanowiły samorząd terytorialny. Natomiast 15 listopada 1915 roku umożliwiły otwarcie Uniwersytetu Warszawskiego i Politechniki Warszawskiej. Władze okupacyjne zezwoliły również na działanie Rady Głównej Opiekuńczej i Polskiej Macierzy Szkolnej.
Jesienią 1916 roku okupanci rozpoczęli tworzenie na terenie Królestwa Polskiego zależnego od nich państwa polskiego. Miało to umożliwić wystawienie polskiej armii do walki z Ententą, w sytuacji, gdy zasoby mobilizacyjne państw centralnych w trzecim roku wojny ulegały wyczerpaniu. W wyniku klęski Niemiec na froncie zachodnim oraz rozpadu Austro-Węgier okupacja zakończyła się w listopadzie 1918 roku, a ustanowione przez okupantów Królestwo Polskie dało początek niepodległemu państwu polskiemu.

#### Bezkrólewie
W dniu 15 marca 1917 r. cesarz Rosji Mikołaj II abdykował w imieniu swoim i swojego syna. Następnego dnia miała miejsce warunkowa odmowa przyjęcia korony przez wielkiego księcia Michała. Fikcja prawna monarchii (w tym tronu rosyjsko-polskiego) istniała do 14 września 1917 r., kiedy to Rząd Tymczasowy Rosji proklamował republikę.

#### Likwidacja spraw
Od 28 marca 1917 r., przy rządzie Rosji istniała Komisja Likwidacyjna do spraw Królestwa Polskiego, powołana w celu przygotowania rozrachunków majątkowych pomiędzy Polską i Rosją, a także w celu rozwiązania aparatu administracyjnego Królestwa, ewakuowanego z jego terenu. Jej powstanie było związane z manifestem Rządu Tymczasowego w sprawie niepodległości Polski, wydanym 17/30 marca 1917 r.

#### Cesja
Podstawą prawną do rozporządzania przez państwa centralne terenami zdobytymi od Rosji był artykuł 3 traktatu pokojowego pomiędzy państwami centralnymi a bolszewickim rządem Rosji, zawartego 3 marca 1918 roku w Brześciu Litewskim, zgodnie z którym Niemcy i Austro-Węgry miały ustalić los tych terytoriów w porozumieniu z ich ludnością. Rozejm w Compiègne (1918) oraz traktaty pokojowe (Traktat wersalski, Traktat w Saint-Germain-en-Laye itd.) uznawały korzyści uzyskane przez państwa centralne w pokoju brzeskim za niebyłe, nakazywały im szanować niepodległość wszystkich terytoriów, które stanowiły część byłego Cesarstwa Rosyjskiego w dniu 1 sierpnia 1914 roku, jako trwałą i niezbywalną.

## Status Królestwa Polskiego
W historii Królestwa Polskiego można wyróżnić cztery okresy:
- unia personalna z Rosją (1815-1832) – państwo w sensie prawa międzynarodowego
- unia personalna z Rosją (1832-1867) – państwo w sensie prawa wewnętrznego
- okres przejściowy (1867-1876) – stopniowa likwidacja odrębnych władz: ustawodawczej (1867)[d], wykonawczej (1868[e] i 1874[f]), sądowniczej (1876)[g]
- prowincja Cesarstwa Rosyjskiego (1876-1918, od sierpnia 1915 pod okupacją państw centralnych)

## Władcy Królestwa Polskiego
| lp. | Imię           | Zdjęcie | Czas rządów |
| --- | -------------- | ------- | ----------- |
| 1   | Aleksander I   |         | 1815–1825   |
| 2   | Mikołaj I      |         | 1825–1855   |
| 3   | Aleksander II  |         | 1855–1881   |
| 4   | Aleksander III |         | 1881–1894   |
| 5   | Mikołaj II     |         | 1894–1917   |
| 6   | Michał II      |         | 1917        |